# Lewart (herb szlachecki)
Lewart (Leopardus, Walny, Waliu-szy) – polski herb szlachecki.

## Opis herbu
W polu czerwonym lub błękitnym – lampart wspięty ukoronowany.
 Klejnot: pół takiegoż lamparta.
Labry czerwono-srebrne.

## Najwcześniejsze wzmianki
Według Długosza herb nabyty w czasach króla Władysława Łokietka. Najwcześniejsze polskie źródło heraldyczne wymieniające herb to datowane na lata 1464–1480 Insignia seu clenodia Regis et Regni Poloniae polskiego historyka Jana Długosza. Zapisuje on informacje o herbie wśród 71 najstarszych polskich herbów szlacheckich we fragmencie: "Leuardus, que leuardum in campo rubeo defert Nobilitas Polonica, a Wladislao Loktek secimdo, Polonie rege, creata est, se Valny appellat.".
Według niektórych źródeł herb ma pochodzenie niemieckie (frankońskie).

## Herbowni
Bakowski, Beski-Firlej, Boryszkowski, Broniewski, Buński, Dubrowski, Firley, Gorski, Gosławski, Górski (Gurski), (von) Graff, Haupt, Jachna, Kiżewski, Kniażyszcza (Kniażyszcze), Konarski, Krupski, Krwacki, Lamfryd, Lewandowski, Lewart, Lewartowski, Lewiński, Liwski, Łaszcz, Łąkowski, Marcuszowski (Marczuszowski), Markuszewski, Meglewski (Megłowski), Mełgiewski, Mełgwiński, Motycki, Nejmanowski, Pachniowski, Petej, Pety, Podoliński (Podolieński), Puchniowski, Skwarc (Skwarcz), Szłapa, Thokarski, Trecyusz, Tyczyna, Ujezdzki, Wierzchanowski, Wodopol (Wodpol), Wojtkiewicz, Wszelaczyński, Zakrzewski.